# 魯爾頓 (堪薩斯州)
魯爾頓（英語：Ruleton）是位於美國堪薩斯州謝爾曼縣林肯鎮區的一個非建制地區。

## 地理
魯爾頓所處的海拔為高於海平面1156米（即3793英呎），而該地所採用的時區為UTC-7，即北美山地時區（MST）。同時該地設有夏令時間，為UTC-7調快一小時，即UTC-6（MDT）。